# Onda S
En el ámbito de la sismología, las ondas S, ondas secundarias, ondas de cizalla o de corte (a veces denominadas ondas S elásticas) son un tipo de onda elástica, y uno de los dos tipos principales de ondas elásticas internas, denominadas de esta manera ya que se pueden desplazar a través del cuerpo de un objeto, a diferencia de las ondas superficiales.
La onda S se desplaza como una de corte u transversal, de manera que el movimiento es perpendicular a la dirección de propagación de la onda. La onda se desplaza a través de un medio elástico, y la principal fuerza de restitución se debe a efectos de corte. Estas ondas no divergen, y las mismas responden a la ecuación de continuidad para medios incompresibles:
{\displaystyle \nabla \cdot \mathbf {u} =0}

La zona de sombra de una onda P. Las ondas S no penetran en el núcleo exterior, por lo que poseen una zona de sombras a más de 104° alejándose del epicentro (del USGS)

Su nombre, S de secundaria, se debe a que es el segundo tipo de onda directa que se detecta en el sismograma de un terremoto, luego de la onda primaria de compresión, u onda P, porque las ondas S se desplazan a menor velocidad en la roca. A diferencia de la onda P, la onda S no puede desplazarse por el núcleo fundido exterior de la Tierra, y ello produce una zona de sombra de ondas S en el sector opuesto a donde se originaron. Sin embargo las mismas aun pueden ocurrir en el núcleo interior sólido: cuando una onda P impacta la interfase de los núcleos sólido y fundido, las ondas S por lo tanto se propagan en un medio sólido. Y cuando las ondas S impactan la interfase nuevamente las mismas pueden producir ondas P. Esta propiedad le permite a los sismólogos determinar las características del núcleo interior.

## Teoría
La teoría analítica de las ondas S se remonta a la década de 1800s. Comenzando con la relación tensión-deformación para un sólido isotrópico utilizando la notación de Einstein:
{\displaystyle \tau _{ij}=\lambda \delta _{ij}e_{kk}+2\mu e_{ij}}
Donde {\displaystyle \tau } es la tensión, {\displaystyle \lambda } y {\displaystyle \mu } son los parámetros de Lamé (con {\displaystyle \mu } el módulo de cizalladura), {\displaystyle \delta _{ij}} es la delta de Kronecker, y se define el tensor de deformaciones
{\displaystyle e_{ij}={\frac {1}{2}}\left(\partial _{i}u_{j}+\partial _{j}u_{i}\right)}
para un desplazamiento de la deformación u. Reemplazando esta segunda expresión en la primera se obtiene:
{\displaystyle \tau _{ij}=\lambda \delta _{ij}\partial _{k}u_{k}+\mu \left(\partial _{i}u_{j}+\partial _{j}u_{i}\right)}
La segunda ley de Newton en este caso da lugar a la ecuación homogénea de movimiento para la propagación de la onda sísmica:
{\displaystyle \rho {\frac {\partial ^{2}u_{i}}{\partial t^{2}}}=\partial _{j}\tau _{ij}}
donde {\displaystyle \rho } es la densidad. Insertando en la expresión el tensor de tensiones se obtiene:
{\displaystyle {\begin{aligned}\rho {\frac {\partial ^{2}u_{i}}{\partial t^{2}}}&=\partial _{i}\lambda \partial _{k}u_{k}+\partial _{j}\mu \left(\partial _{i}u_{j}+\partial _{j}u_{i}\right)\\&=\lambda \partial _{i}\partial _{k}u_{k}+\mu \partial _{i}\partial _{j}u_{j}+\mu \partial _{j}\partial _{j}u_{i}\end{aligned}}}
Aplicando las identidades vectoriales y realizando ciertas aproximaciones se obtiene la ecuación de la onda sísmica en un medio homogéneo:
{\displaystyle \rho {\ddot {\boldsymbol {u}}}=\left(\lambda +2\mu \right)\nabla (\nabla \cdot {\boldsymbol {u}})-\mu \nabla \times (\nabla \times {\boldsymbol {u}})}
donde se ha utilizado la notación de Newton para la derivada temporal. Calculando el rotor de esta ecuación y aplicando identidades vectoriales se obtiene:
{\displaystyle \nabla ^{2}(\nabla \times {\boldsymbol {u}})-{\frac {1}{\beta ^{2}}}{\frac {\partial ^{2}}{\partial t^{2}}}\left(\nabla \times {\boldsymbol {u}}\right)=0}
la cual es la ecuación de onda aplicada al rotor de u con una velocidad {\displaystyle \beta } que cumple con
{\displaystyle \beta ^{2}={\frac {\mu }{\rho }}}
Ello describe a la propagación de la onda S. Aplicando la divergencia de la ecuación de la onda sísmica en un medio homogéneo, en vez del rotor, se obtiene la ecuación de propagación de la onda P.
Las ondas SH estacionarias se definen mediante la ecuación de Helmholtz
{\displaystyle (\nabla ^{2}+k^{2}){\boldsymbol {u}}=0}
donde k es el número de onda.